# Bongardia
Genre
Taxons de rang inférieur
- Voir le texte

Bongardia est un genre de plantes à fleurs de la famille des Berberidaceae dont le nom honore la mémoire de Gustav Heinrich von Bongard (1786-1839), professeur de botanique à l'université de Saint-Pétersbourg. Son espèce type fut découverte près de la Caspienne.

## Espèces
Selon certains auteurs, ce genre est monotypique avec Bongardia chrysogonum (L.) Spach (1839); selon d'autres, il comprend  en plus trois autres espèces:
- Bongardia margalla R.R.Stewart[2] ex Qureshi & Chaudhri (1987), nomen subnudum.
- Bongardia olivieri C.A.Mey. (1831)
- Bongardia rauwolfii C.A.Mey. (1831), espèce type, nom. superfl. car espèce considérée comme synonyme de Bongardia chrysogonum.